# Ibiporã
Ibiporã is een gemeente in de Braziliaanse deelstaat Paraná. De gemeente telt 47.514 inwoners (schatting 2009).

## Aangrenzende gemeenten
De gemeente grenst aan Assaí, Londrina, Jataizinho, Rancho Alegre en Sertanópolis.